# Басов Дмитро Юрійович
Дмитро́ Ю́рійович Ба́сов — лейтенант Збройних сил України.

## Нагороди
30 березня 2015 року за особисту мужність і героїзм, виявлені у захисті державного суверенітету та територіальної цілісності України, вірність військовій присязі під час російсько-української війни, відзначений — нагороджений орденом Богдана Хмельницького III ступеня.